# 葛孔明
葛孔明（1557年—1586年），字晧叔，號冰壺、瀛壺，浙江杭州府海寧縣人，民籍，明朝政治人物。

## 生平
萬曆十年（1582年）壬午科浙江鄉試第六十六名舉人，十一年癸未科會試第一百二十一名，未殿试，十四年（1586年）中式丙戌科二甲第五十四名進士。禮部觀政，十四年养病，卒。

## 家族
曾祖葛孟暉；祖父葛鵬；父葛志元，母姚氏。慈侍下。兄葛成明（庠生），弟葛登明（庠生）、葛啟明、葛應明、葛浚明、葛自明、葛文明。